# Elmertsbach
Der Elmertsbach, auch Häggraben oder Schlingengraben, ist ein rechter Zufluss des Haggrabens im Landkreis Aschaffenburg im bayerischen Spessart.

## Verlauf
Der Elmertsbach entspringt einer alten Brunnenstube, im Wald westlich von Rückersbach am Pfahlloch. Er verläuft als Grenzbach zwischen den Gemarkungen Hörstein und Rückersbach sowie Hörstein und Dettingen am Main am Rande der Weinberge in westliche Richtung. Er tritt aus dem Wald aus und speist südwestlich von Hörstein einen kleinen Weiher. Nahe dieser Stelle wird das verschwundene Dorf Bruchhausen vermutet. Im Sommer führt der Elmertsbach wenig Wasser, so dass der kleine Teich abflusslos bleibt. Der Elmertsbach mündet in der Nähe der Bundesautobahn 45 in den Haggraben.
Der Elmertsbach wird auch Häggraben genannt. Durch die Namensähnlichkeit zu seinem Vorfluter, dem Haggraben, kann von einer früheren Anerkennung als Oberlauf ausgegangen werden. Der Elmertsbach war zeitweise ein Zufluss des Mains, der in diesem Urmaintal einst floss. Das Tal im Oberlauf des Baches, kann als südliche Begrenzung des Hahnenkammhöhenzuges angesehen werden.

## Geschichte

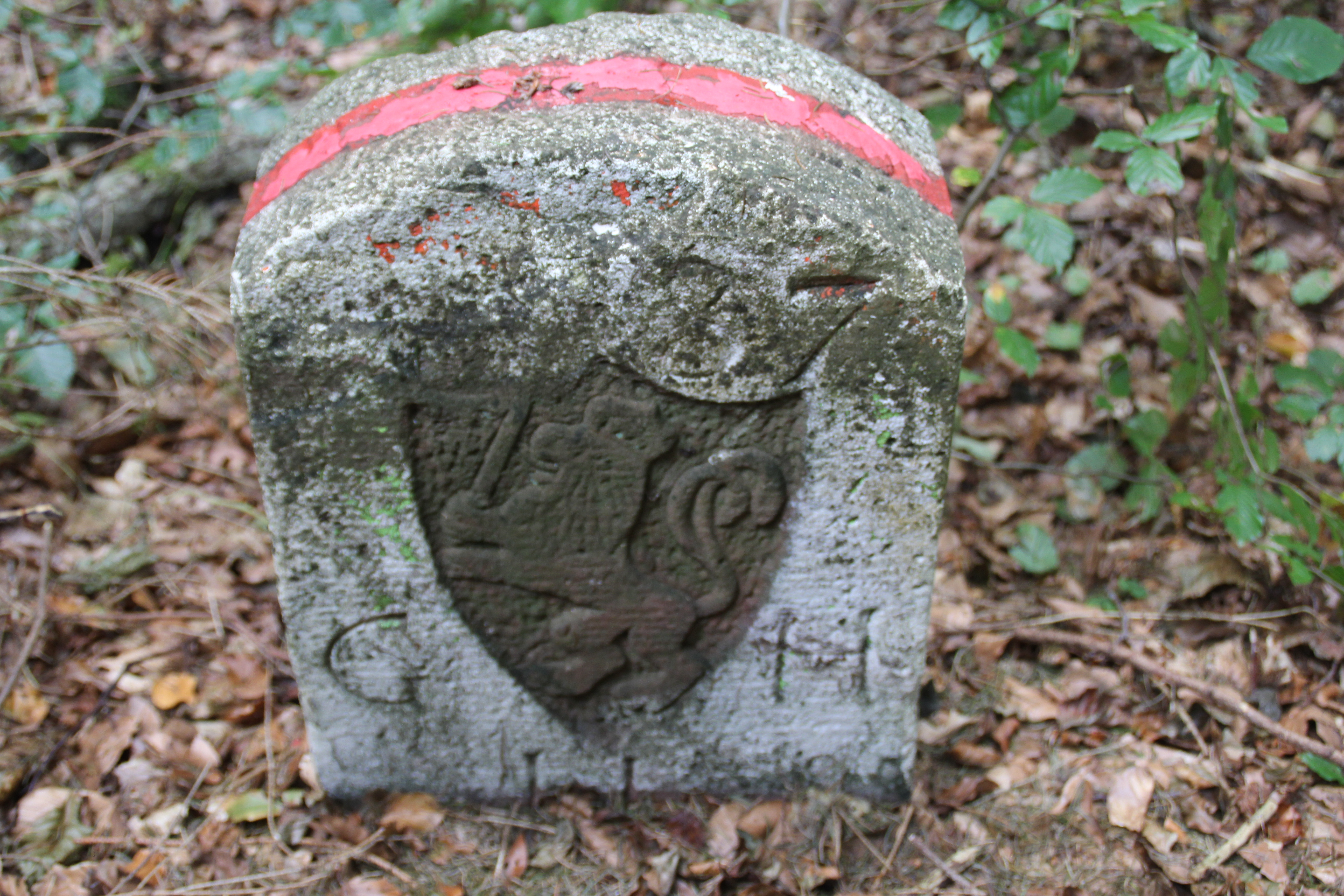
Ein Grenzstein im Quellgebiet des Elmertsbaches trennte die historischen Gebiete von Großherzogtum Hessen und Großherzogtum Frankfurt

Der Elmertsbach war nicht immer nur Grenzbach der Gemarkungen. Früher trennte er die Gebiete zweier historischer Staaten im Rheinbund. Auf der rechten Seite lag das Territorium des Großherzogtums Hessen, dem der Ort Hörstein im Amt Alzenau in der Provinz Starkenburg angehörte. Auf der linken Seite befand sich das Großherzogtum Frankfurt mit den Dörfern Rückersbach und Dettingen im Departement Aschaffenburg. Am Bachlauf gibt es an dieser Grenzlinie auch eine Reihe historischer Grenzsteine aus dem Jahr 1810, die heute teilweise nicht mehr bestehen.